# Петіт-Терр
Петіт-Терр або Паманзі (фр. Petite-Terre, Pamanzi) — острів в Індійському океані в архіпелазі Коморські острови. Він складається з двох комун:
- Дзаудзі на півночі з 12 308 осіб (2002),
- Памандзі на півдні з 7510 осіб (2002).

## Географія

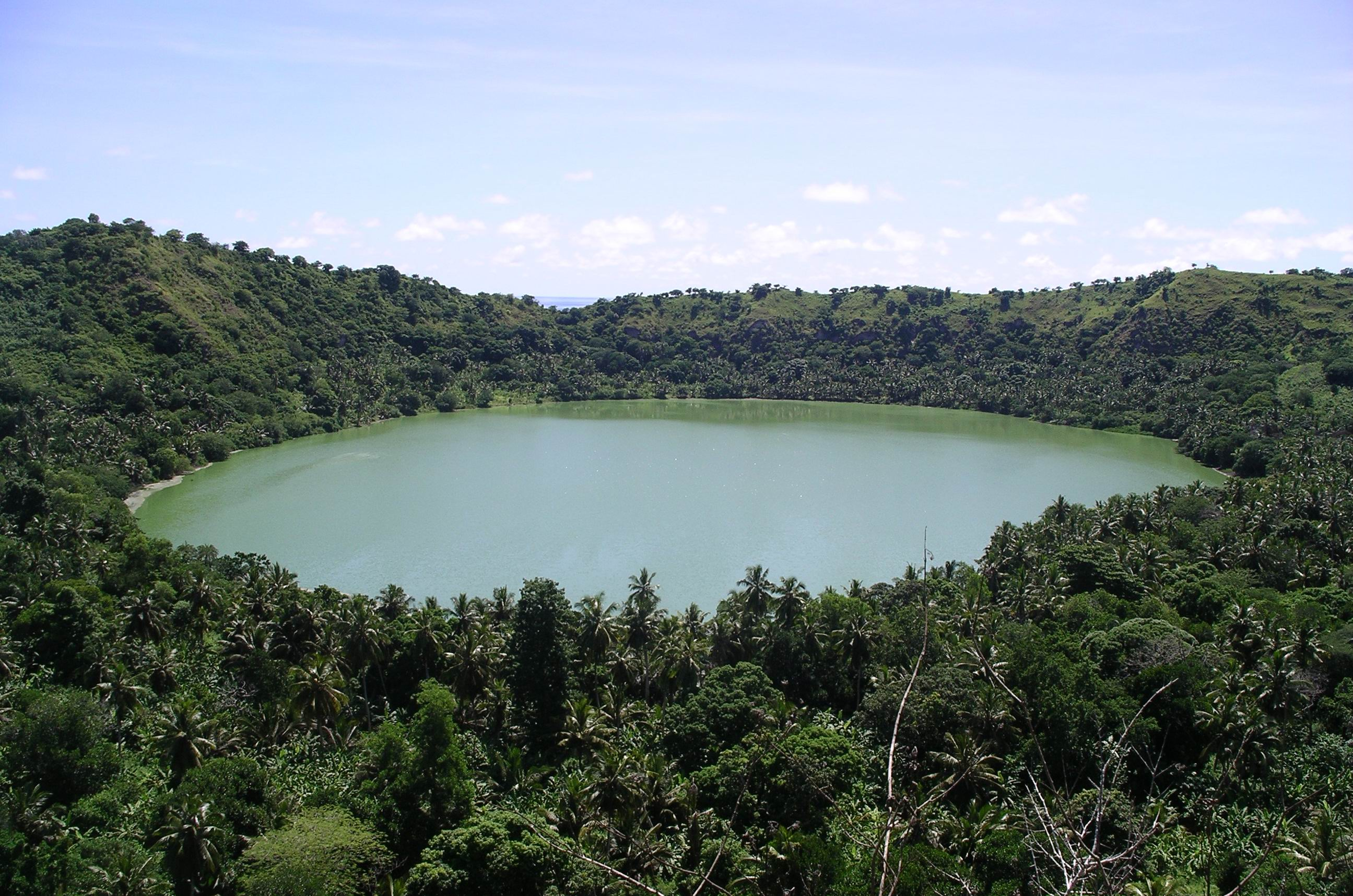
Вулканічне озеро Дзіані Дзаха

Петіт-Терр — другий за розміром острів заморського регіону Франції Майотта. Загальна площа становить близько 10,95 км².
На півночі острова розташоване вулканічне озеро Дзіані Дзаха.

### Клімат
Клімат тропічний, вологий та жаркий.

## Транспорт
На острові в Дзаудзі розташований міжнародний аеропорт.